# Lietzow
Lietzow är en kommun och ort i Landkreis Rügen, på ön Rügen i den tyska delstaten Mecklenburg-Vorpommern.
Kommunen ingår i kommunalförbundet Amt Bergen auf Rügen tillsammans med kommunerna Bergen auf Rügen, Buschvitz, Garz/Rügen, Gustow, Parchtitz, Patzig, Poseritz, Ralswiek, Rappin och Sehlen.
Lietzow ligger cirka 11 km nordöst om Bergen auf Rügen. Kommunen ligger på en skogbeväxt höjdrygg på det smalaste stället mellan stora Jasmunder Bodden och lilla Jasmunder Bodden. I den nordostliga delen av orten ligger stora Wostevitzer See. B96 och järnvägen Stralsund–Sassnitz löper genom orten. Vägbanken byggdes 1868 och järnvägsbanken 1891. Området är en del av halvön Jasmund.